# شول بزی
شول بزرگ ، روستایی از توابع بخش کامفیروز شهرستان مرودشت در استان فارس ایران است.
شول بزرگ مهد تمدن وفرهنگ در تنگ شول کامفیروز میباشد
روستای شول بزرگ پایتخت تنگ شول است 
روستای شول بزرگ بزرگ ترین روستای تنگ شول کامفیروز است 
مردمانی یک دل و یک دست دارد که در عموم مشکلات دست در دست یکدیگر پشت بان همدیگر هستند 
جشن های عروسی در این روستا همگانی میباشد 
و به علت شلوغی و جمعیت زیاد دو دسته عذاداری دارد به نامهای هیئت قمر بنی هاشم  و هیعت حضرا اباالفضل  روستای شول بزرگ 
مردمانی سرکش که زیر بار هیچ زور و قدرتی نرفتند و گردن هیچ جا کج نکردند 
نفاق هایی هم در تول تاریخ این روستا به وجود آمد که در برادری و سمیمیت این روستا تاثیری نگذاشت 

## جمعیت
این روستا در دهستان خرم مکان قرار دارد و براساس سرشماری مرکز آمار ایران در سال ۱۳۸۵، جمعیت آن ۸۵۰ نفر (۱۴۷خانوار) بوده‌است.